# 德维恩·韦德
小德威恩·泰龍·韦德（英語：Dwyane Tyrone Wade, Jr.，綽號：閃電俠（Flash)，1982年1月17日—）為美國前职业籃球運動員，曾效力NBA邁亞密熱火、芝加哥公牛和克里夫蘭騎士。加入美國國家隊於2008年夏季奧林匹克運動會獲得金牌。2021年入選NBA75大球星被認為是史上最佳得分後衛之一，曾被美國時代雜誌評為全美50大型男。他于2019年4月11日，完成职业生涯的最后一场比赛后宣布退役；2020年2月23日，热火队退役其穿的3号球衣。現在是猶他爵士的股東。

## 大學生涯
韋德從小生長於芝加哥的貧民區之中，但是卻不煙不酒，個性穩重低調、重視紀律，而且很有團隊觀念，言談中也往往透露著他的謙遜態度，第一任妻子是他9歲時就認識、高中開始交往的女孩。他年紀還很小時父母親就已經離異，隨著改嫁的母親和繼父一起住，韋德仍然和姊姊崔吉兒（Tragil Wade）拥有很好的关系。韋德也非常崇拜他的姐姐，他說她擁有堅強的意志力。韋德曾經說過:「我在生命中所做的每件事，就是反應我成長過程中所看到的一切。我的生活周遭充斥著毒品、槍枝、槍戰。但我就是不會像我的鄰居那樣。」韋德這樣的個性，的確是成長來自於他從小的家庭環境。因此比起大多數同樣出身貧民區的黑人球員來說，韋德的童年在精神層面上來看，相對而言是幸福的。
但當韋德從高中畢業，當時其實幾乎沒有任何一所第一級的NCAA學校，願意給這名高中生評比排名在50名之外的小孩一份籃球獎學金。球探普遍認為他身高太矮，持球能力也不夠好，在最後被選到馬凱特大學去報到。進入之後，韋德卻因為功課太爛達不到上場的標準，而在場邊坐了一年。不過當大二他開始上場投進第一球後，往後的表現堪讓全美大學球探跌破眼鏡。因為他全能的表現在球場上無所不在，身為後衛卻經常演出衝搶禁區上空的籃板，從弱邊過來補防賞對手火鍋，從兩翼45度角突然冒出抄掉對手傳球，而且他的灌籃總是讓人賞心悅目。他不但個人數據漂亮，而且幫助球隊戰績攀升成為大黑馬。這也讓NBA的球探開始收集韋德的資料。當他大三時，說韋德他以一人之力將球隊帶入四強準決賽一點都不為過，雖然最後不幸敗下陣來，但也成為馬凱特大學近35年來第一個入選全美第一隊的球員。在2003年NBA選秀會上，被同期高中生勒布朗·詹姆斯和來自雪城大學的卡梅隆·安東尼光芒蓋掉不少，以第五順位被邁阿密熱火隊的帕特·萊利選上，開啟了他的NBA職業生涯。
他的前隊友NBA傳奇中鋒俠客·歐尼爾這麼形容過他:「韋德他的球技好到完全看不出是一個年輕球員應該擁有的。說實話，他是我從小到大，搭配過最好的後衛，一定是他！我想韋德也知道他自己到底有多棒，我真的很喜歡跟他同一隊打球。」即是，俠客·歐尼爾給韋德評價高過給同樣身為得分後衛的科比·布萊恩。

## NBA生涯

### 2003-2004年 新秀年
這名新加入的首輪第五順位新秀韋德開始了他的菜鳥球季，邁阿密熱火隊和當時的教練斯坦·范甘迪對他是充滿了期待。雖然季中數度因一些傷，整季只參與了61場比賽，其中56場都是以先發球員登場。季中不斷有好表現的韋德，在2月23號的那週成為熱火隊史上第一位新人之姿拿下當週東區最佳球員的人，同時也是NBA史上第21位做到這件事的菜鳥球員。韦德也在當年的洛杉磯NBA全明星賽中的新秀對抗賽，獲選為先發球員，僅上場27分鐘即繳出16投11中，拿下22分3籃板4助攻的亮眼成績。在12月21號對上金州勇士隊的比賽中，拿下單季最高的33分。整季下來繳出场均16.2分4.0籃板4.5助攻1.41抄截的好成績單。和當時陣中的艾迪·瓊斯、拉瑪爾·歐登一起帶領球隊重回季後賽，被視為熱火隊的希望。該季熱火隊例行賽拿下42勝40負，勝率0.512以東區第四種子進入季後賽，第一輪解決紐奧良黃蜂，第二輪碰上印第安納溜馬敗下陣來。

### 2004-2005年 突破
本賽季開打前最大的新聞莫過於湖人王朝的解體，而聯盟最佳中鋒俠客·歐尼爾東來加盟邁阿密熱火，一舉改變NBA聯盟的生態。韋德也因此在生涯第二年馬上幸運得到了一名強大隊友支援。歐尼爾決心要向前東家湖人隊還以顏色，揚言會全力協助韋德成為NBA最出色的球員。韋德整季繳出場均24.1分5.1籃板6.8助攻1.5抄截的全能成績，入選NBA年度防守第二隊及NBA年度第二隊，也首度以先發球員之姿入選NBA全明星賽。而該季球隊在兩人及埃迪·瓊斯的共同努力下，繳出東區第一種子59勝23負的成績，可惜由於韋德在東區決賽中關鍵第五戰的受傷，以致球隊在七場決戰後敗給底特律活塞，無緣總冠軍賽，但韋德已然邁上巨星之路，在未來幾個球季橫掃了整個NBA。

### 2005-2006年 总冠军
2005–06賽季，韋德場均得到27.2分，6.7次助攻，5.7个籃板，1.95次抄截。入選了2006 NBA全明星賽。季賽中底特律活塞在東區一馬當先，在新任總教練菲利普·桑德斯的率領下以63勝19負高居聯盟第一。邁阿密熱火憑藉在休赛期的操作，引進了加里·佩頓、詹姆斯·波西、安托萬·沃克和杰森·威廉斯，加上新任總教練萊利復出，最終以52勝30負位列東區第二位。 熱火隊打進季後賽，首輪以4-2打敗了芝加哥公牛，第二輪再下一城以4-1擊敗籃網,，在東區決賽遇到活塞隊，再以4-2之姿擊垮活塞，職業生涯第一次進入NBA總決賽，在總決賽遇到小牛隊，總決賽小牛利用主場優勢連勝两場，但萊利即時調整了熱火的狀態，在回到邁阿密後連勝3場。第六站移師達拉斯，韋德獨取36分10個籃板，以一己之力率領熱火95-92險勝小牛，進而以4-2的總比分翻盤問鼎總冠軍。 韋德以總決賽场均34.7分，7.8籃板的出色表現獲得總決賽MVP，他成為NBA歷史上第五年輕獲得NBA總決賽MVP榮譽的球員。

### 2006-2007年 伤病困扰
2006年7月13日续签了一份3+1的“缩水”合同，即合同期三年，韦德有权选择是否续签第四年合同。这样，韦德可以在09-10赛季后选择是否成为自由球员。韦德称这是与勒布朗·詹姆斯的一个约定。这个赛季中，受到二月底的膝盖伤势影响，使他缺席整个三月的比赛，虽于2007年4月9日复出，却也连带影响他的表现，也帶領球隊晉級季後賽其14.6分、4.4助攻的成績與他的單季「25分、7助攻」的成績有很大的落差，球隊也在季後賽第一輪就被芝加哥公牛以直落四淘汰。2006-2007季韋德仍繳出场均27.4分、7.5助攻、2.1抄截的高水準成績，曾經連續三場至少33分、12助攻。

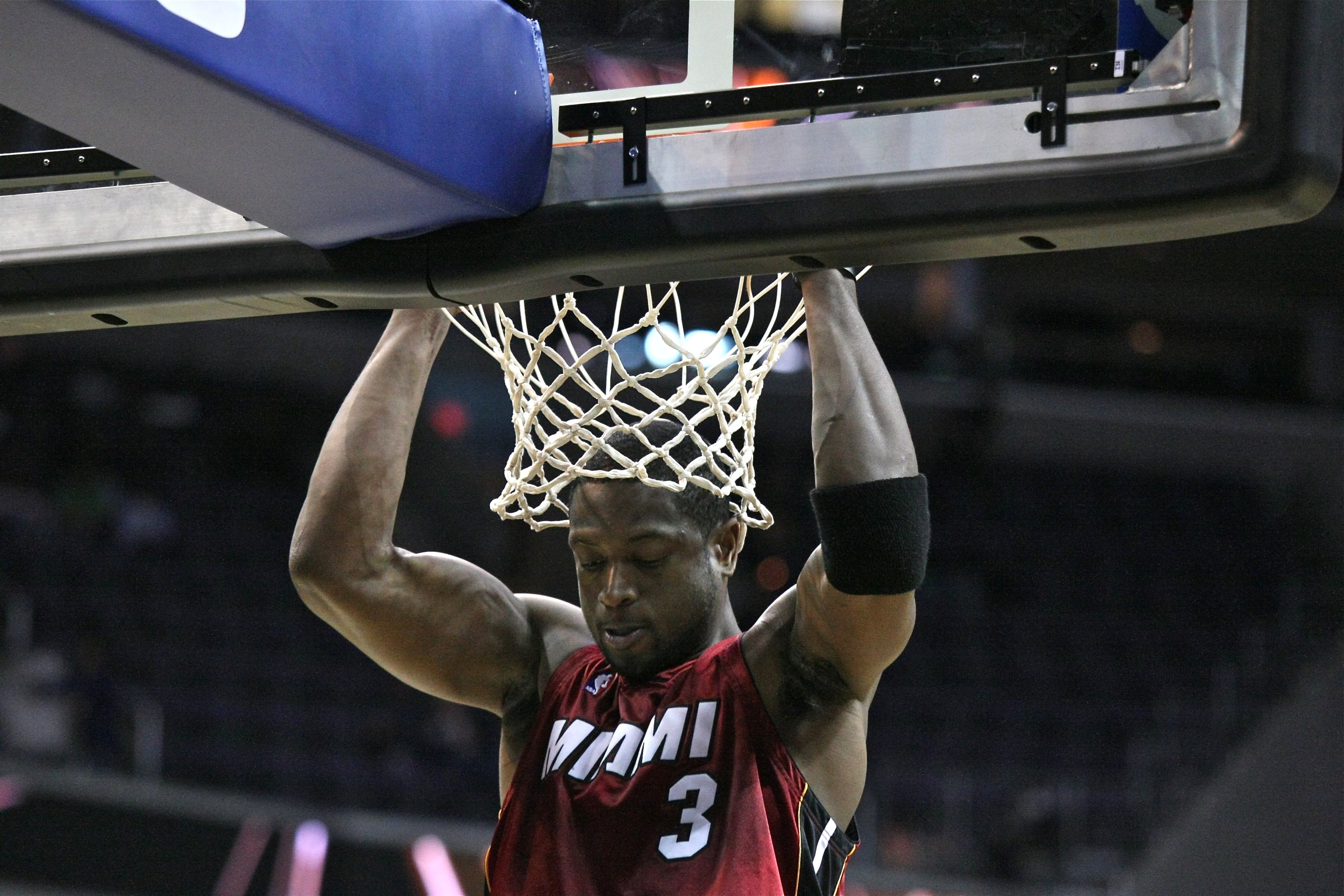
德维恩·韦德在籃框的上拉

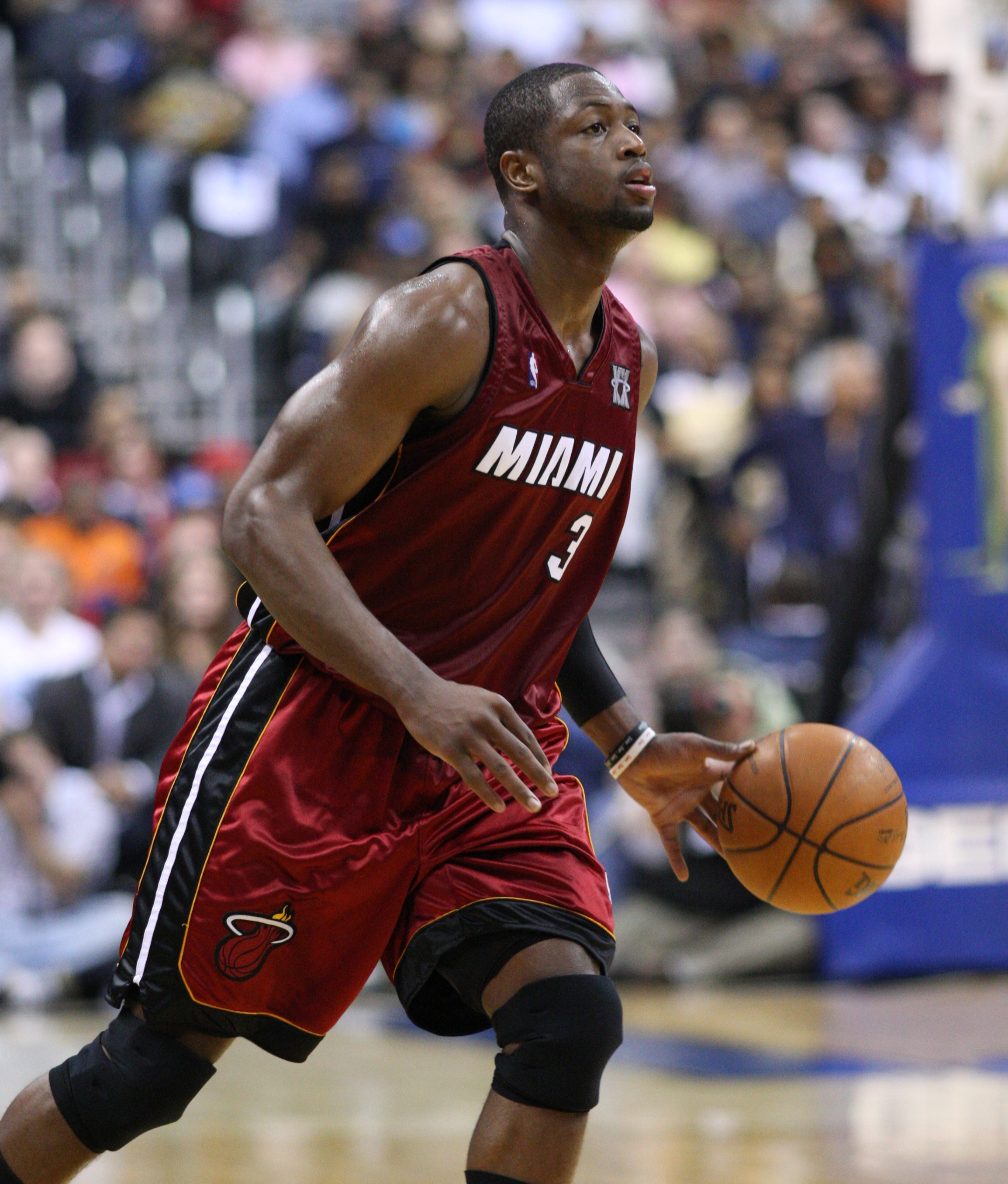
德维恩·韦德2008

### 2007-2008年 傷病困擾
2007-08赛季，韦德场均得到24.6分、6.9助攻。3月11日热火队官方网站正式发布了韦德膝盖受伤，赛季提前结束。球队最终战绩是队史最差的15胜67败，无缘季后赛。 2008年2月6日菲尼克斯太阳队用员马里昂和班克斯换走了奥尼尔。

### 2008-2009年 得分王仍然錯失例行賽MVP
2008-09赛季，場均30.2+5+7.5，還有2.2抄截1.5阻攻，帶著一群菜鳥隊友殺入季後賽，但他還是錯失了MVP。就連他自己都承認，這是最後一次對MVP發起衝擊，但球隊的表現不夠出色，導致他沒能拿到例行賽MVP。(當年例行賽MVP為勒布朗·詹姆斯)

### 2009-2010年 带领球队进入季后赛
2009-2010赛季，韦德场均26.6分、6.5助攻、4.2篮板。在全明星赛上韦德率领东部联盟以141–139击败西部联盟，获得2010年NBA全明星赛MVP。之后，韦德带领球队进入季后赛，但在首轮被波士顿凯尔特人以4-1淘汰。

### 2010-2011 三王时期
2010年夏天韦德和勒布朗·詹姆斯，克里斯·波什组成热火“三王”，赛季打完17场热火的战绩仅为9胜8负。热火一鼓作气取得12连胜，并在12月份至1月份取得了客场13连胜的成绩，这个客场连胜战绩在NBA历史上排第三位。1月中旬韦德、波什、詹姆斯等人相继因伤缺阵，热火出现了起伏，遭遇四连败。在3月25日对火箭的比赛中，三王同时拿下30+10，那是NBA历史上唯一一次在常规的四节比赛中同队三名球员同时拿到30+10数据并且己队取胜。常规赛58胜24负热火首轮4-1击败76人，与首轮4-0横扫尼克斯的凯尔特人会师，开始以2-0领先对手，第三场比赛拉简·隆多手臂受伤，但他却在第四节送出4分11次助攻，率队以97-81扳回一局。第四场，双方苦战至加时，凯尔特人没能把握住机会，以90-98落败。第五场，热火以97-87取胜，以总比分4-1淘汰凯尔特人。东部决赛首战公牛以103-82大胜，但此后热火连胜四场，其中第五场，热火在终场前3分钟还落后12分，但却以83-80逆转取胜。总决赛对阵小牛，首战热火逆转取胜。第二场小牛取胜，终结了热火在季后赛中的主场9连胜。之后热火再赢一场2-1领先。但从第四场开始形势逐渐倒向小牛，热火连败三场无缘NBA总冠军。

### 2011-2012年 总冠军
2011年12月10日，热火宣布签下自由球员肖恩·巴蒂尔、新秀诺里斯·科尔等人，由于劳资谈判引发的漫长停摆，NBA的开赛日延迟到了圣诞节，而比赛场次也从原来的82场变成66场，赛程变得也更加紧密和严苛，热火明显被高度看好。在2012年1月14日在与掘金的比赛中韦德脚踝扭伤，4月26日常规赛结束，热火46胜20负排名东部第二。胜率69.7%排名队史第四。季后赛第一轮以4-1的比分击败尼克斯。在5月18日热火在系列赛第三场输给步行者，大比分1-2落后，韦德与主教练斯波尔斯特拉发生争吵。5月24日热火105-93击败步行者，以4-2的大比分晋级东部决赛。6月10日热火101-88击败凯尔特人，以4-3的大比分晋级总决赛。在2012年6月22日热火队在NBA总决赛第五场中以121:106战胜雷霆队，并以大比分4:1击败对手获得NBA总冠军。

### 2012-2013年 二連霸
2012年休赛期，热火簽下射手雷·阿伦，在这个赛季，韦德场均能够得到21.5分4.8助攻和5篮板，命中率达到生涯新高的51.6%，在台灣时间3月12日NBA官方发布的东西部周最佳球员，韦德力压詹姆斯当选。3月26日热火108-94胜魔术，豪取27连胜，这是全美职业体育中第二长的连胜纪录，仅次于湖人队的33连胜，3月28日连胜被芝加哥公牛队终止。3月份的战绩达到17胜1负，这是一支NBA球队单月取得的最多的胜场数。热火常规赛战绩为66胜16负，胜率高达80.5%，为队史最佳，高居全联盟第一。6月4日在东部决赛热火4-3艰难击败了印第安纳步行者，连续三年杀入总决赛。韦德因为膝盖不适状态极差，当时主帅斯波尔斯特拉决定用减少比赛时间的方式来缓解韦德的膝盖伤痛。韦德立刻否决了主教练的提议。提前抽取膝盖积液，以便能够帮助球队。在总决赛对阵马刺遇到了前所未有的困难，6月12日热火客场77-113大败马刺36分，净负36分创造了球队队史季后赛输球分纪录。6月19日之前热火队大比分3-2落后几乎输球的情况下雷·阿伦在第四节还有5.2秒投入扳平三分，打入加时103-100战胜马刺。有医生爆出韦德已患上慢性关节炎。在上半场临近结束前和吉诺比利相撞膝盖伤势再次复发。被换下场后，队医虽然进行了长时间的按摩，但是依旧不能缓解伤痛。在更衣室接受理疗的韦德，甚至错过了第三节相当长的比赛。6月21日热火主场95-88战胜马刺，总比分4-3战胜对手，成功卫冕总冠军。

### 2013-2014年 總決賽折戟，無緣三連霸
2013-14赛季的常规赛，韦德采用了轮休的战术，减少了出场时间。2014年3月10日，热火提前晋级季后赛。季后赛第一轮热火总比分4:0淘汰山猫。5月15日，东部半决赛第5场，热火主场96-94险胜篮网大比分系列賽以4-1晋级东部决赛。5月30日，热火4：2击败溜馬晋级总决赛。总决赛中热火以1：4负于马刺后，赛季结束。

### 2014-2015年
2014年7月16日，熱火官方正式宣布和韦德达成续约协议，一年2000萬美元。
2014年11月3日，迈阿密热火主场迎战多伦多猛龙，韦德拿下19分11篮板7助攻2次封盖，个人总得分超越了贾森-基德跃居到历史第71位，最终热火以107-102战胜猛龙取得开赛三连胜。
2014年11月6日，热火客场挑战黄蜂。韦德的生涯盖帽总数突破了700大关，他是历史上第一个身高6尺4或更矮，但生涯送出至少700次盖帽的球员。
2014年12月18日，热火主场87-105不敌爵士。韦德出战34分钟，19投12中，罚球21罚16中得到42分4个篮板3次助攻，同时也出现了6次个人失误。对于韦德来说，这是他自2011年2月25日对阵奇才以来，第一次砍下40+高分，距今已过去1392天，同时这也是他职业生涯第次单场得到至少20次罚球，上一次打出如此有侵略性表现，是2009年11月12日对阵骑士（当时勒布朗还未加盟热火），距今1862天。
2014年12月28日，热火主场95-103不敌灰熊。韦德全场贡献了25分、7助攻、3篮板和4抢断，此役过后，韦德职业生涯总得分达到了18016分，成为NBA历史上第62位总得分突破18000分的球员，也是现役第11位总得分突破18000分的球员。
2014年12月30日，热火主场迎战魔术。韦德得到11罚并全部罚中，这也是他继2010年12月29日对火箭10罚全中之后，四年来个人罚球全中的最高纪录。
2015年2月11日，韦德正式宣布将缺席該年全明星赛。
2015年3月3日，韦德在热火对阵太阳队的比赛中砍下16分，他的职业生涯总得分也达到了18347分，超越前热火球星格伦-莱斯升至NBA历史得分榜的第60位。
2015年3月8日，热火逆转击败国王一战，韦德复出斩获全场最高的28分，他职业生涯总得分达到18400分，正式超越已经退役的麦蒂和里克-巴里，升至历史得分榜第57位。
2015年3月19日，热火在主场108-104险胜开拓者，取得两连胜。本场比赛，韦德砍下32分，这是他连续第7场比赛至少得到25分，自2010年12月以来首次。
2015年3月24日，NBA官方公布了上周的东西部周最佳球员，热火的韦德当选为东部周最佳球员。
2015年最後無緣季後賽。

### 2015-2016 仍然强势却被迫离队
韋德帶領熱火以東區第三進季後賽，首輪以一己之力4—3驚險擊敗由沃克帶領的黃蜂，第二輪搶七不敵暴龍遭到淘汰。在此年季後賽中屢次上演絕殺與關鍵一擊的好表現。
熱火總管一直不願出高價續約韋德，導致韋德最終宣布跳脫合約，生涯中第一次轉換隊伍。

### 2016–2017 加盟家鄉球隊芝加哥
2016年7月6日，韋德宣布與芝加哥公牛簽下2年4750萬合約。

### 2017-2018 加盟克里夫蘭騎士
2017年9月27日，韋德與克里夫蘭騎士簽下1年230萬合約，與昔日搭檔雷霸龍·詹姆士再度同隊。
2018年2月9日，韋德在交易截止日前向克里夫蘭騎士自請交易，在騎士尊重下交易重返邁阿密熱火。

### 2018-2019 告別邁阿密宣告退休
2018年9月16日，韋德在社群軟體上發表自己將續留邁阿密熱火，並在球季結束後和乌杜尼斯·哈斯勒姆一同卸下戰袍。
2019年4月10日，由於熱火本季已無緣季後賽，本場賽事為韋德在邁阿密的「最後一舞」。在球迷的歡呼聲中，閃電俠全場攻下30分率隊擊敗76人，並以絕殺後的招牌慶祝方式，站上球場的紀錄台向球迷告別。

## NBA生涯數據
| † | 該年所屬隊伍贏得總冠軍 |
|   | 領先全聯盟             |

### 例行賽
| 賽季     | 球隊         | GP    | GS  | MPG  | FG%  | 3P%  | FT%  | RPG | APG | SPG | BPG | PPG  |
| -------- | ------------ | ----- | --- | ---- | ---- | ---- | ---- | --- | --- | --- | --- | ---- |
| 2003–04  | 邁阿密熱火   | 61    | 56  | 34.9 | .465 | .302 | .747 | 4.0 | 4.5 | 1.4 | 0.6 | 16.2 |
| 2004–05  | 邁阿密熱火   | 77    | 77  | 38.6 | .478 | .289 | .762 | 5.2 | 6.8 | 1.6 | 1.1 | 24.1 |
| 2005–06† | 邁阿密熱火   | 75    | 75  | 38.6 | .495 | .171 | .783 | 5.7 | 6.7 | 1.9 | 0.8 | 27.2 |
| 2006–07  | 邁阿密熱火   | 51    | 50  | 37.9 | .491 | .266 | .807 | 4.7 | 7.5 | 2.1 | 1.2 | 27.4 |
| 2007–08  | 邁阿密熱火   | 51    | 49  | 38.3 | .469 | .286 | .758 | 4.2 | 6.9 | 1.7 | 0.7 | 24.6 |
| 2008–09  | 邁阿密熱火   | 79    | 79  | 38.6 | .491 | .317 | .765 | 5.0 | 7.5 | 2.2 | 1.3 | 30.2 |
| 2009–10  | 邁阿密熱火   | 77    | 77  | 36.3 | .476 | .300 | .761 | 4.8 | 6.5 | 1.8 | 1.1 | 26.6 |
| 2010–11  | 邁阿密熱火   | 76    | 76  | 37.1 | .500 | .306 | .758 | 6.4 | 4.6 | 1.5 | 1.1 | 25.5 |
| 2011–12† | 邁阿密熱火   | 49    | 49  | 33.2 | .497 | .268 | .791 | 4.8 | 4.6 | 1.7 | 1.3 | 22.1 |
| 2012–13† | 邁阿密熱火   | 69    | 69  | 34.7 | .521 | .258 | .725 | 5.0 | 5.1 | 1.9 | 0.8 | 21.2 |
| 2013–14  | 邁阿密熱火   | 54    | 53  | 32.9 | .545 | .281 | .733 | 4.5 | 4.7 | 1.5 | 0.5 | 19.0 |
| 2014–15  | 邁阿密熱火   | 62    | 62  | 31.8 | .470 | .284 | .768 | 3.5 | 4.8 | 1.2 | 0.3 | 21.5 |
| 2015–16  | 邁阿密熱火   | 74    | 73  | 30.5 | .456 | .159 | .793 | 4.1 | 4.6 | 1.1 | 0.6 | 19.0 |
| 2016–17  | 芝加哥公牛   | 60    | 59  | 29.9 | .434 | .310 | .794 | 4.5 | 3.8 | 1.4 | 0.7 | 18.3 |
| 2017–18  | 克里夫蘭騎士 | 46    | 3   | 23.2 | .455 | .329 | .701 | 3.9 | 3.5 | 0.9 | 0.7 | 11.2 |
| 2017–18  | 邁阿密熱火   | 21    | 0   | 22.3 | .409 | .220 | .745 | 3.4 | 3.1 | 0.9 | 0.7 | 12.0 |
| 2018–19  | 邁阿密熱火   | 72    | 2   | 26.2 | .433 | .330 | .708 | 4.0 | 4.2 | 0.8 | 0.5 | 15.0 |
| 職業生涯 | 職業生涯     | 1,054 | 909 | 33.9 | .480 | .293 | .765 | 4.7 | 5.4 | 1.5 | 0.8 | 22.0 |
| 明星賽   | 明星賽       | 11    | 10  | 24.9 | .638 | .214 | .696 | 3.7 | 4.6 | 2.5 | 0.5 | 16.5 |

### 季後賽
| 賽季     | 球隊       | GP  | GS  | MPG  | FG%  | 3P%  | FT%  | RPG | APG | SPG  | BPG  | PPG  |
| -------- | ---------- | --- | --- | ---- | ---- | ---- | ---- | --- | --- | ---- | ---- | ---- |
| 2004     | 邁阿密熱火 | 13  | 13  | 39.2 | .455 | .375 | .787 | 4.0 | 5.6 | 1.31 | 0.31 | 18.0 |
| 2005     | 邁阿密熱火 | 14  | 14  | 40.8 | .484 | .100 | .799 | 5.7 | 6.6 | 1.57 | 1.14 | 27.4 |
| 2006†    | 邁阿密熱火 | 23  | 23  | 41.7 | .497 | .378 | .808 | 5.9 | 5.7 | 2.22 | 1.13 | 28.4 |
| 2007     | 邁阿密熱火 | 4   | 4   | 40.5 | .429 | .000 | .688 | 4.8 | 6.3 | 1.25 | 0.50 | 23.5 |
| 2009     | 邁阿密熱火 | 7   | 7   | 40.7 | .439 | .360 | .862 | 5.0 | 5.3 | 0.86 | 1.57 | 29.1 |
| 2010     | 邁阿密熱火 | 5   | 5   | 42.0 | .564 | .405 | .675 | 5.6 | 6.8 | 1.60 | 1.60 | 33.2 |
| 2011     | 邁阿密熱火 | 21  | 21  | 39.4 | .485 | .269 | .777 | 7.1 | 4.4 | 1.62 | 1.33 | 24.5 |
| 2012†    | 邁阿密熱火 | 23  | 23  | 39.4 | .462 | .294 | .729 | 5.2 | 4.3 | 1.70 | 1.30 | 22.8 |
| 2013†    | 邁阿密熱火 | 22  | 22  | 35.5 | .457 | .250 | .750 | 4.6 | 4.8 | 1.73 | 1.05 | 15.9 |
| 2014     | 邁阿密熱火 | 20  | 20  | 34.7 | .500 | .375 | .767 | 3.9 | 3.9 | 1.50 | 0.25 | 17.8 |
| 2016     | 邁阿密熱火 | 14  | 14  | 33.8 | .469 | .522 | .781 | 5.6 | 4.3 | 0.79 | 0.93 | 21.4 |
| 2017     | 芝加哥公牛 | 6   | 6   | 31.7 | .372 | .353 | .952 | 5.0 | 4.0 | 0.8  | 1.3  | 15.0 |
| 2018     | 邁阿密熱火 | 5   | 0   | 25.5 | .443 | .000 | .808 | 4.2 | 3.6 | 1.4  | 0.2  | 16.6 |
| 職業生涯 | 職業生涯   | 177 | 172 | 37.8 | .474 | .338 | .780 | 5.2 | 4.9 | 1.5  | 1.0  | 22.3 |

## 生涯榮譽
- 3次NBA總冠軍：2006年、2012年、2013年
- 5次NBA東區冠軍：2006年、2011年~2014年
- 1次NBA總冠軍賽最有價值球員：2006年
- 13次NBA全明星球員：2005年-2016年、2019年
- 1次NBA全明星賽最有價值球員：2010年
- 8次NBA最佳陣容：
  - 2次NBA第一陣容：2009年、2010年
  - 3次NBA第二陣容：2005年、2006年、2011年
  - 3次年度第三隊：2007年、2012年、2013年
- 3次NBA最佳防守陣容：
  - 3次年度防守第二隊：2005年、2009年、2010年
- NBA最佳新秀陣容：第一陣容：2004
- 2次全明星赛技巧挑战赛冠軍：2006年、2007年
- 6次東區單月最佳球員
- 1次例行賽得分王：2008-09賽季（30.2分）
- 1次《運動畫刊》的年度最佳運動員：2006年
- 美國籃球名人堂（2023）

## 達成紀錄
- 2009年11月1日 -职业生涯总得分突破10000分
- 2010年1月19日 -职业生涯总得分突破11000分
- 2010年10月27日-职业生涯总得分突破12000分
- 2012年1月1日  -职业生涯得总得分突破14000分
- 2012年10月30日-职业生涯总得分突破15000分
- 2013年2月23日 -职业生涯总得分突破16000分
- 2014年1月9日  -职业生涯总得分突破17000分
- 2014年12月28日-职业生涯总得分突破18000分，跻身NBA历史总得分榜第62位
- 2015年11月22日-职业生涯总得分突破19000分，跻身NBA历史总得分榜第49位
- 2016年3月19日-职业生涯总得分突破20000分，跻身NBA历史总得分榜第41位

## 美國國家籃球隊
2004年，德怀恩·韦德随美国男篮队参加了雅典奥运会的比赛。在那一届的球队里，每位球员都有出众的个人能力，但是却根本无法融合在一起，结果美国队以5胜3负的战绩只拿到一块铜牌。
2006年9月2日，男篮世锦赛争夺三四名的比赛在日本崎玉进行，比赛中韦德拿到了32分而其中有18分是在第四节拿到的，梦七队最终以96-81战胜阿根廷队获得男篮世锦赛的铜牌。
2008年的北京奥运会上，全部8场比赛都是替补出场的韦德，拿到场均16分成为梦八队得分王。在决赛对阵西班牙男篮的比赛中，美国队开局就陷入被动，不但比分落后，而且科比和詹姆斯早早陷入犯规麻烦。韦德替补出场后连突带投连得8分，帮助美国队扭转了被动局面，此后西班牙再也没有领先过美国队。在这场比赛中，韦德12投9中，砍下全场最高的27分，成为夺冠的最大功臣。在本届奥运会上，韦德多项数据进入个人统计榜前列，场均得分排名第六、抢断排名第四、命中率高居第一。韦德也是美国队中，唯一一个在单项统计中排名第一的球员。
2012年的韦德因为饱受膝伤困扰，在伦敦奥运会前夕，决定接受左膝盖手术，并致电美国男篮主席杰里·科朗杰罗以及主教练迈克·沙舍夫斯基，将彻底无缘伦敦奥运会。美国篮协表示出了支持的态度，并告知韦德如果他想要回来，那么国家队随时都欢迎。

## 爭議
2020年NBA灌籃大賽中，韋德被質疑偏袒前熱火隊友小戴歷·鍾斯，令其奪冠，球迷對落敗感到不滿，韋德反駁指當時自己並不是唯一一位給哥頓9分的人，他需要澄清有3個人是給予艾朗·哥頓9分，并且是因为机器故障， 因为评委是想让二人再来一回合。

## 花邊

### 婚姻
韋德的第一任妻子是他高中時候的女友西奥沃恩（Siohvaughn Funches），婚後有兩個兒子。
2007年，韦德与妻子西奥沃恩的婚姻最终解体，但两人因为孩子抚养权以及财产分配等问题，多次闹上法庭。西奥沃恩在2009年爆料韦德遺棄小孩，跟別人通姦並讓她感染性病。她要求韋德能提供他在過去六年婚姻生涯中，所有性伴侶的名單（後來證實是假的）。而有媒體爆料，女星加布里埃尔·尤尼恩（Gabrielle Union）已跟韋德同居。傳過緋聞的還有歌手凱莉·羅蘭 （Kelly Rowland） ，模特兒凡妮莎·西蒙斯（Vanessa Simmons），以及快50歲的電視女演員史塔·瓊斯（Star Jones）。另外，還有一名自稱和韦德有過一夜情的女郎，向美國娛樂網站爆料，在激情過後收到韋德一堆禮物，甚至還包括他當時唯一的NBA冠軍戒。
2013年7月20日，西奥沃恩露宿街头引围观，高举标语控诉“闪电侠”无情无义。西奥沃恩与韦德青梅竹马，少年韦德生活穷苦，是西奥沃恩一家人鼎力相助，“闪电侠”才在篮球之路上取得了成功。可就在韦德功成名就后，他与西奥沃恩的感情产生了裂痕。西奥沃恩曾向媒体透露，韦德在NBA成为巨星后完全变了一个人，花天酒地四处留情，曾因为私生活太过混乱患上性病。西奥沃恩爆料韦德对其实施家暴，将她高高举起重重的摔在大理石地面上。最後芝加哥當地法院判定，兩人達成正式協議，韦德的律师James Pritikin2013年7月23日宣布了这一消息，根据这份协议，韦德将付给前妻500万美元。这份协议还包括了一个“禁止诽谤彼此”的条款，双方都不得再次出言中伤对方。James Pritikin在声明中表示，多年来，韦德多次要求将两人的问题解决。整个过程中，尽管希奥沃恩更换了16位律师，两次因违法被逮捕，但韦德依旧向她提供非常优厚的解决方案，让她继续以美好的方式度过下半生。希奥沃恩声称自己“无家可归”和“贫困潦倒”是不实指控。多年来，韦德每月向她支付多于2.5万美元的生活费，此外还按时为她支付住房贷款、房子和4辆小车的维修保养、保险费、税收，以及她打官司期间所有16位律师的律师费。因此，希奥沃恩声称自己无家可归简直可笑。James Pritikin还表示，2011年，法院授予韦德对两个儿子的唯一监护权，孩子安全、健康快乐的成长是韦德最为关心的事情。鉴于希奥沃恩女士当前极其不稳定的精神状态，她对两个儿子的探视权将会由法院来判决。声明最后表示，为了两个儿子，韦德仍然希望有一天，他和前妻拥有一个良好关系。
韦德和希奥沃恩在2007年开始了旷日持久的离婚诉讼，官司期间，韦德孩子的监护权最初是判给他的前妻，但因为她违反法院关于探视权的规定，法院最终将孩子的临时监护权判给了韦德。在此之前，希奥沃恩曾向法院提起诉讼，她表示，韦德违反了2008年双方达成的协议，这个协议要求将韦德的代言合同纳入双方的共同账户。但是，法院驳回了她的诉讼。
2014年8月，韋德在邁阿密與加布里埃尔·尤尼恩結婚，並於2018年11月產下一女。

### 代言
韋德先后代言过匡威、Jordan，2012年后代言李宁运动品牌。

## 名人事件
- 韋德被美國時代雜誌評為全美50大型男之一。
- 2009年7月17日耐吉公司的Jordan Brand宣布韋德成為該品牌的代言人，是該品牌繼麥可·喬丹之後唯一認可的品牌代言人。
- 他曾擔任EA遊戲NBA Live 2006 的代言人，是少數擺脫NBA LIVE封面魔咒的球員。
- 韋德職業生涯最高得分是55分。2009年4月12日，全場出手30球，命中19球，當中包括6球三分球，罰球13投11中。
- 韋德在2009年11月1日對上芝加哥公牛的比賽中單場攻下25分，而生涯累積得分也來到10,000分大關。
- 韋德在09-10年球季結束後可憑著球員選擇權成為自由球員，邁阿密人為了留住韋德無所不為，當地戴德縣（Dade County）委員會決議通過該縣在2010年7月1日到2010年7月7日這一週內改名成為韋德縣（Wade County）。
- 韋德的名字常常成為眾人討論的對象，常常有人覺得韋德的名字（first name）「Dwyane」是寫錯的，因為一般正統的用字的是Dwayne。其實是將錯就錯的情形，韋德解釋說：「那是當年祖母在報戶口的時候把我爸的名給拼錯，變成Dwyane，結果我老爸把錯誤的拼法繼續用在我身上。」
- 韋德於2011年6月17日獲頒全美父權行動協會(NFI)第14屆全美最佳父親獎。
- 2010年曾與雷霸龍·詹姆士、德懷特·霍華等人一同客串演出電影愛在此時(Just Wright)。
- 2018年與中國運動品牌李寧有限公司簽署終生合約。
- NBA遊戲商《2k Sports》於2019年發表的《NBA 2k20》中「閃電俠」Dwyane Wade為傳奇版本的封面人物。

## 外部連結
- 德维恩·韦德的X（前Twitter）
- 德维恩·韦德在fiba.basketball（英语）
- 德维恩·韦德在archive.fiba.com（存檔）（英语）
- 德维恩·韦德在NBA官網（英语）
- 德维恩·韦德在Basketball-Reference.com（NBA）（英语）
- 德维恩·韦德在Basketball-Reference.com（國際）（英语）
- 德维恩·韦德在Sports-Reference.com（NCAA）（英语）
- 德维恩·韦德在ESPN（NBA）（英语）
- 德维恩·韦德在Eurobasket.com（球員）（英语）
- 德维恩·韦德在Proballers（英语）
- 德维恩·韦德在RealGM（球員）（英语）
- 德维恩·韦德在Olympedia（英语）